# Liste der Stolpersteine in Wertheim

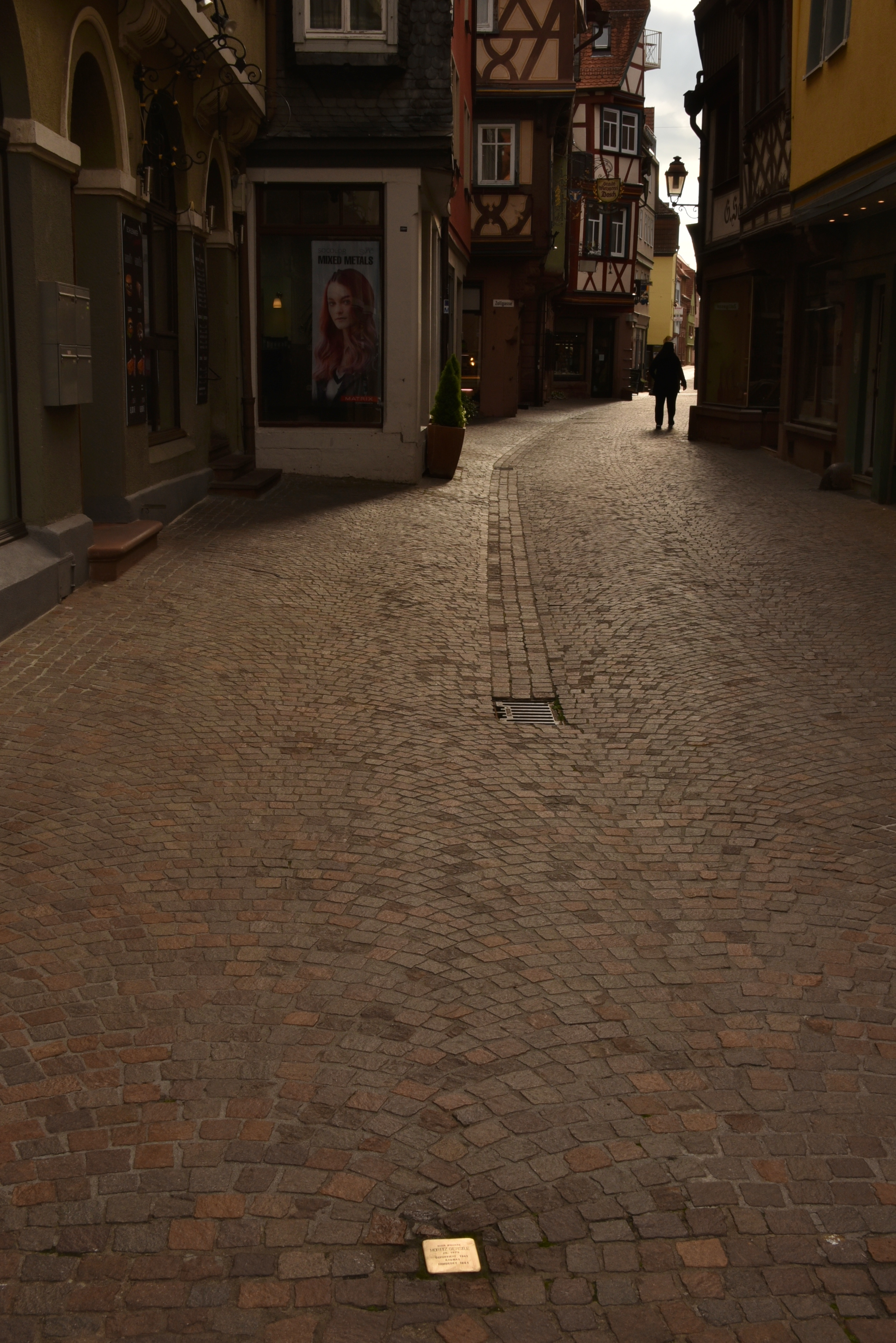
Stolperstein in Wertheim

Die Liste der Stolpersteine in Wertheim beschreibt besondere Pflastersteine in Gehwegen, die an die Opfer der nationalsozialistischen Diktatur in der Stadt Wertheim im Main-Tauber-Kreis in Baden-Württemberg erinnern sollen. Die Stolpersteine wurden vom Künstler Gunter Demnig konzipiert und werden von ihm in fast ganz Europa verlegt.

## Verlegte Stolpersteine
Die Tabellen sind teilweise sortierbar; die Grundsortierung erfolgt alphabetisch nach dem Familiennamen des Opfers.

### Bestenheid
| Stolperstein | Inschrift | Verlegeort                                                         | Name, Leben            |
| ------------ | --- | ------------------------------------------------------------------ | ---------------------- |
|              | HIER WOHNTE GEORG DOSCH JG. 1929 EINGEWIESEN 1938 PFLEGEANSTALT SCHWARZACHER HOF 'VERLEGT' 1940 GRAFENECK ERMORDET 13.9.1940 AKTION T4          | Spessartbrücke (Radweg von der Spessartbrücke Richtung Bestenheid) | Georg Dosch            |
|              | HIER WOHNTE ANNA DOROTHEA ZEIGER JG. 1895 EINGEWIESEN 1927 HEILANSTALT KRAUTHEIM 'VERLEGT' 1940 GRAFENECK ERMORDET 17.10.1940 AKTION T4         | Bestenheider Landstraße 43                                         | Anna Dorothea Zeiger   |
|              | HIER WOHNTE LUISE MAGDALENA ZEIGER JG. 1897 EINGEWIESEN 1942 HEILANSTALT WIESLOCH 'VERLEGT' 1.12.1942 HEILANSTALT WEILMÜNSTER ERMORDET 4.9.1943 | Bestenheider Landstraße 43                                         | Luise Magdalena Zeiger |

### Bronnbach
| Stolperstein | Inschrift | Verlegeort                     | Name, Leben      |
| ------------ | --- | ------------------------------ | ---------------- |
|              | HIER WOHNTE KAROLINA SCHÄFER JG. 1880 EINGEWIESEN 1936 HEILANSTALT WIESLOCH 1938 ANSTALT KRAUTHEIM 'VERLEGT' 1940 GRAFENECK ERMORDET 1940 AKTION T4 | Konventsgebäude des Klosters · | Karolina Schäfer |

### Dertingen
| Stolperstein | Inschrift | Verlegeort                      | Name, Leben          |
| ------------ | --- | ------------------------------- | -------------------- |
|              | HIER ARBEITETE ADOLF SCHWARZSCHILD JG. 1882 DEPORTIERT 1940 GURS ERMORDET 1942 IN AUSCHWITZ                                  | Aalbachstraße 42 · (Schmiede) · | Adolf Schwarzschild  |
|              | HIER WOHNTE ADOLF SCHWARZSCHILD JG. 1882 DEPORTIERT 1940 GURS ERMORDET 1942 IN AUSCHWITZ                                     | Aalbachstraße 42 · (Wohnhaus) · | Adolf Schwarzschild  |
|              | HIER WOHNTE ERIKA SCHWARZSCHILD JG. 1913 EINGEWIESEN 1939 ANSTALT WEILMÜNSTER 'VERLEGT' 1941 HADAMAR ERMORDET 1941 AKTION T4 | Aalbachstraße 42 · (Wohnhaus) · | Erika Schwarzschild  |
|              | HIER WOHNTE SOPHIE SCHWARZSCHILD GEB. BRUCKHEIMER JG. 1881 DEPORTIERT 1940 GURS ERMORDET 1942 IN AUSCHWITZ                   | Aalbachstraße 42 · (Wohnhaus) · | Sophie Schwarzschild |

### Eichel-Hofgarten
| Stolperstein | Inschrift | Verlegeort                | Name, Leben         |
| ------------ | --- | ------------------------- | ------------------- |
|              | HIER WOHNTE MARIA DRUCKENMÜLLER JG. 1903 SEIT 1937 AUFENTHALT IN VERSCHIEDENEN HEILANSTALTEN 'VERLEGT' 2.4.1941 HADAMAR ERMORDET 2.4.1941 AKTION T4 | Frankensteiner Straße 2 · | Maria Druckenmüller |

### Kembach
| Stolperstein | Inschrift                                                            | Verlegeort            | Name, Leben  |
| ------------ | -------------------------------------------------------------------- | --------------------- | ------------ |
|              | HIER WOHNTE ROSA KREUZER JG. 1931 DEPORTIERT 1943 AUSCHWITZ ERMORDET | Kembachtalstraße 15 · | Rosa Kreuzer |

### Mondfeld
| Stolperstein | Inschrift | Verlegeort            | Name, Leben            |
| ------------ | --- | --------------------- | ---------------------- |
|              | HIER WOHNTE MARIA LINA HILDENBRAND JG. 1901 EINGEWIESEN 1924 HEILANSTALT WIESLOCH 'VERLEGT' 17.6.1940 GRAFENECK ERMORDET 17.6.1940 AKTION T4 | Nibelungenstraße 52 · | Maria Lina Hildenbrand |
|              | HIER WOHNTE LEO NAUN JG. 1892 VERHAFTET 1938 MAUTHAUSEN ERMORDET 8.2.1943 GUSEN                                                              | Nibelungenstraße 21 · | Leo Naun               |

### Nassig
| Stolperstein | Inschrift | Verlegeort    | Name, Leben |
| ------------ | --- | ------------- | --- |
|              | HIER WOHNTE WILHELM SCHÖNIG JG. 1906 EINGEWIESEN 1931 HEILANSTALT MOSBACH 'VERLEGT' 1940 GRAFENECK ERMORDET 20.9.1940 AKTION T4 | Waldflur 71 · | Wilhelm Schönig (1906–1931) Im Mai 2021 wurde der Stolperstein zerstört vorgefunden. Die Messingplatte fehlte. |

### Reicholzheim
| Stolperstein | Inschrift | Verlegeort           | Name, Leben             |
| ------------ | --- | -------------------- | ----------------------- |
|              | HIER WOHNTE ERNESTINA MUDELSEE JG. 1873 EINGEWIESEN 1935 HEILANSTALT KRAUTHEIM 'VERLEGT' 1940 GRAFENECK ERMORDET 1940 AKTION T4 | Richolfstraße 78 ·   | Emma Ernestina Mudelsee |
|              | IN REICHOLZHEIM WOHNTE ALOIS OETZEL JG. 1885 EINGEWIESEN 1918 HEILANSTALT WIESLOCH ERMORDET 12.2.1943 DACHAU                    | Satzenbergstraße 7 · | Alois Oetzel            |

### Vockenrot
| Stolperstein | Inschrift | Verlegeort           | Name, Leben     |
| ------------ | --- | -------------------- | --------------- |
|              | IN VOCKENROT WOHNTE WILHELM HERBACH GEB. HAUSMANN JG. 1886 DEPORTIERT 1940 GURS INTERNIERT DRANCY 1942 AUSCHWITZ ERMORDET | Nassiger Straße 32 · | Wilhelm Herbach |

### Waldenhausen
| Stolperstein | Inschrift | Verlegeort      | Name, Leben         |
| ------------ | --- | --------------- | ------------------- |
|              | IN VOCKENROT WOHNTE GEORG FREUDENBERGER JG. 1902 EINGEWIESEN 1937 HEILANSTALT WIESLOCH 'VERLEGT' 1940 GRAFENECK ERMORDET 28.6.1940 AKTION T4 | Mühlwörthweg 29 | Georg Freudenberger |

### Wertheim
| Stolperstein | Inschrift | Verlegeort                                    | Name, Leben                                        |
| ------------ | --- | --------------------------------------------- | -------------------------------------------------- |
|              | HIER WOHNTE HERMANN ALTMANN JG. 1860 FLUCHT 1939 LUXEMBURG VERHAFTET 1942 DEPORTIERT 1942 ERMORDET 1942 IN THERESIENSTADT                                   | Mühlenstraße 18 ·                             | Hermann Altmann                                    |
|              | HIER WOHNTE MALCHEN BERGMANN JG. 1881 DEPORTIERT 1940 GURS ERMORDET 1943 IN AUSCHWITZ                                                                       | Maingasse 18 ·                                | Malchen Bergmann                                   |
|              | HIER WOHNTE ERNST BLAUFUSS JG. 1877 SEIT 1931 AUFENTHALT IN VERSCHIEDENEN HEILANSTALTEN 'VERLEGT' SCHLOSS HARTHEIM ERMORDET 31.10.1940                      | Brombergstraße 1 ·                            | Ernst Blaufuss                                     |
|              | HIER WOHNTE MAX BLUMENTHAL JG. 1887 DEPORTIERT 1942 ERMORDET 1942 IN MAJDANEK                                                                               | Rathausgasse 9 ·                              | Max Blumenthal                                     |
|              | HIER WOHNTE GERDA BRAUNOLD GEB. KLAUS JG. 1893 DEPORTIERT 1941 RIGA ERMORDET 1944 IN STUTTHOF                                                               | Maingasse 3 ·                                 | Gerda Braunold                                     |
|              | HIER WOHNTE HEDWIG BRÜCKHEIMER JG. 1896 DEPORTIERT 1942 KRASNICZYN ERMORDET 1942 IN AUSCHWTIZ                                                               | Bahnhofstraße 4 ·                             | Hedwig Brückheimer                                 |
|              | HIER WOHNTE HILDA BRÜCKHEIMER JG. 1894 DEPORTIERT 1942 KRASNICZYN ERMORDET 1942 IN AUSCHWTIZ                                                                | Bahnhofstraße 4 ·                             | Hilda Brückheimer                                  |
|              | HIER WOHNTE SELMA BRÜCKHEIMER JG. 1893 DEPORTIERT 1940 GURS ERMORDET 1942 IN AUSCHWTIZ                                                                      | Bahnhofstraße 4 ·                             | Selma Brückheimer                                  |
|              | HIER WOHNTE SOPHIE BRÜCKHEIMER GEB. WOLF JG. 1860 DEPORTIERT 1940 GURS ERMORDET 1942 IN AUSCHWTIZ                                                           | Bahnhofstraße 4 ·                             | Sophie Brückheimer                                 |
|              | HIER WOHNTE FRIEDA DIAMANT GEB. ADLER JG. 1891 DEPORTIERT 1943 ERMORDET 1943 IN AUSCHWITZ                                                                   | Schulgasse 4 ·                                | Frida Diamant                                      |
|              | HIER WOHNTE MICHAEL ERNST DREIKORN JG. 1883 EINGEWIESEN 1925 ANSTALT KRAUTHEIM 'VERLEGT' 17.10.1940 GRAFENECK ERMORDET 17.10.1940 AKTION T4                 | Gerbergasse 6 · (vorm. Judengasse 6) ·        | Michael Ernst Dreikorn                             |
|              | HIER WOHNTE KARL EDER JG. 1891 PATIENT IN MEHREREN HEILANSTALTEN SCHICKSAL UNBEKANNT TOT 1941                                                               | Mühlenstraße 26 ·                             | Karl Eder                                          |
|              | HIER WOHNTE MARIA GEGENWARTH JG. 1877 EINGEWIESEN 1933 ANSTALT KRAUTHEIM 'VERLEGT' 1940 GRAFENECK ERMORDET 1940 AKTION T4                                   | Nebenmaingasse 6 ·                            | Maria Gegenwarth                                   |
|              | HIER WOHNTE MORITZ GERSTLE JG. 1879 DEPORTIERT 1941 KAUNAS ERMORDET 1941                                                                                    | Eichelgasse ·                                 | Moritz Gerstle                                     |
|              | HIER WOHNTE FRIEDA GOLDSCHMIDT GEB. THALMANN JG. 1891 DEPORTIERT 1940 GURS ERMORDET 1942 IN AUSCHWITZ                                                       | Rathausgasse 4 ·                              | Frieda Goldschmidt                                 |
|              | HIER WOHNTE AUGUSTE GUNDLACH JG. 1892 EINGEWIESEN 1931 HEILANSTALT WIESLOCH 1934 ANSTALT KRAUTHEIM 'VERLEGT' 17.6.1941 HADAMAR ERMORDET 17.6.1941 AKTION T4 | Marktplatz 5 ·                                | Auguste Gundlach                                   |
|              | HIER WOHNTE HEINZ-JOSEF HAMMEL JG. 1927 DEPORTIERT 1942 IZBICA ERMORDET                                                                                     | Marktplatz 18 · (vormals Friedleinsgasse 2) · | Heinz-Josef Hammel                                 |
|              | HIER WOHNTE HILDA HAMMEL GEB. FLEISCHMANN JG. 1897 DEPORTIERT 1940 GURS ERMORDET 1942 IN AUSCHWITZ                                                          | Marktplatz 18 · (vormals Friedleinsgasse 2) · | Hilda Hammel geb. Fleischmann                      |
|              | HIER WOHNTE LEO HAMMEL JG. 1892 DEPORTIERT 1938 DACHAU SACHSENHAUSEN BUCHENWALD ERMORDET 1942 IN 'HEILANSTALT' BERNBURG                                     | Marktplatz 18 · (vormals Friedleinsgasse 2) · | Leo Hammel                                         |
|              | HIER WOHNTE ROBERT HAMMEL JG. 1931 DEPORTIERT 1942 IZBICA ERMORDET                                                                                          | Marktplatz 18 · (vormals Friedleinsgasse 2) · | Robert Hammel                                      |
|              | HIER WOHNTE BABETTE HÄUSLER GEB. KAUFMANN JG. 1872 DEPORTIERT 1942 THERESIENSTADT ERMORDET 1942 IN THERESIENSTADT                                           | Maingasse 20 ·                                | Babette Häusler                                    |
|              | HIER WOHNTE FRIEDRICH HÄUSLER JG. 1898 DEPORTIERT 1942 THERESIENSTADT ERMORDET 1942 IN THERESIENSTADT                                                       | Maingasse 20 ·                                | Friedrich Häusler                                  |
|              | HIER WOHNTE GOTTLOB HÄUSLER JG. 1870 DEPORTIERT 1942 THERESIENSTADT ERMORDET 1942 IN THERESIENSTADT                                                         | Maingasse 20 ·                                | Gottlob Häusler                                    |
|              | HIER WOHNTE GEORG HECKNER JG. 1907 GEDEMÜTIGT / ENTRECHTET FLUCHT IN DEN TOD 11.8.1943                                                                      | Mühlenstraße 43 ·                             | Georg Heckner                                      |
|              | HIER WOHNTE ALFRED HEIMANN JG. 1871 DEPORTIERT 1941 KOWNO ERMORDET 1941                                                                                     | Eduard-Uihleinstraße 7 ·                      | Alfred Heimann                                     |
|              | HIER WOHNTE ROSALIE HEIMANN GEB. KAHN JG. 1881 DEPORTIERT 1941 KOWNO ERMORDET 1941                                                                          | Eduard-Uihleinstraße 7 ·                      | Rosalie Heimann                                    |
|              | HIER WOHNTE JOHANNA HELD JG. 1889 DEPORTIERT 1940 GURS ERMORDET 1942 IN AUSCHWITZ                                                                           | Marktplatz 8–10 ·                             | Johanna Held                                       |
|              | HIER WOHNTE MAX HELD JG. 1879 DEPORTIERT 1940 GURS ERMORDET 1942 IN AUSCHWITZ                                                                               | Marktplatz 8–10 ·                             | Max Held                                           |
|              | HIER WOHNTE ISIDOR ISRAEL JG. 1882 DEPORTIERT 1940 GURS ERMORDET 1942 IN AUSCHWITZ                                                                          | Maingasse 17 ·                                | Isidor Israel                                      |
|              | HIER WOHNTE PAULINE ISRAEL GEB. WEIL JG. 1884 DEPORTIERT 1940 GURS ERMORDET 1942 IN AUSCHWITZ                                                               | Maingasse 17 ·                                | Pauline Israel                                     |
|              | HIER WOHNTE ISAAK KARPF JG. 1864 DEPORTIERT 1940 GURS ? | Nebenmaingasse 5 ·                            | Isaak Karpf                                        |
|              | HIER WOHNTE ISAAK KARPF GEB. ADLER JG. 1866 DEPORTIERT 1940 GURS ?                                                                                          | Nebenmaingasse 5 ·                            | Therese Karpf                                      |
|              | HIER WOHNTE LOUISE KELLER JG. 1886 EINGEWIESEN 1910 HEILANSTALT ILLENAU 1937 ANSTALT KRAUTHEIM 'VERLEGT' 1940 GRAFENECK ERMORDET 1940 AKTION T4             | Mühlenstraße 24 ·                             | Louise Keller                                      |
|              | HIER WOHNTE DANIEL KLAUS JG. 1864 GEDEMÜTIGT / ENTRECHTET BERUFSVERBOT 1935 TOT 19.8.1938                                                                   | Maingasse 3 ·                                 | Daniel Klaus                                       |
|              | HIER WOHNTE ERNST KLAUS JG. 1903 EINGEWIESEN 1940 'HEILANSTALT' GRAFENECK ERMORDET 1940                                                                     | Maingasse 3 ·                                 | Ernst Klaus                                        |
|              | HIER WOHNTE HENRIETTE KLAUS JG. 1899 DEPORTIERT 1940 GURS ERMORDET 1941 IM LAGER RECEBEDOU                                                                  | Maingasse 3 ·                                 | Henriette Klaus                                    |
|              | HIER WOHNTE KAROLINE KLAUS GEB. STEINDECKER JG. 1865 DEPORTIERT 1940 GURS LAGER RECEBEDOU ERMORDET 1941                                                     | Maingasse 3 ·                                 | Karoline Klaus                                     |
|              | HIER WOHNTE SIGMUND KLAUS JG. 1897 DEPORTIERT 1942 ERMORDET 1942 IM MAJDANEK                                                                                | Maingasse 3 ·                                 | Sigmund Klaus                                      |
|              | HIER WOHNTE JETTE LACK GEB. ROTHSCHILD JG. 1876 DEPORTIERT 1940 GURS ?                                                                                      | Zollgasse 8 ·                                 | Jette Lack                                         |
|              | HIER WOHNTE IRMA LESSNER JG. 1893 DEPORTIERT 1942 THERESIENSTADT ERMORDET 1944 IN AUSCHWITZ                                                                 | Georg-Feuerstein-Weg 3 ·                      | Irma Lessner                                       |
|              | HIER WOHNTE LEOPOLD F. MÜLLER JG. 1889 DEPORTIERT 1942 KRASNYSTAW ERMORDET 1942                                                                             | Maingasse 13 ·                                | Leopold Friedrich Müller                           |
|              | HIER WOHNTE ELSE QUENZER JG. 1899 EINGEWIESEN 1922 PFLEGEANSTALT SCHWARZACHER HOF 'VERLEGT' 28.7.1944 HEILANSTALT UCHTSPRINGE ERMORDET 18.10.1944           | Pfarrgasse 1 ·                                | Else Quenzer                                       |
|              | HIER WOHNTE LEONHARD RIES JG. 1906 EINGEWIESEN 1934 HEILANSTALT LOHR 'VERLEGT' 1941 PIRNA-SONNENSTEIN ERMORDET 29.1.1941 AKTION T4                          | Brummgasse 17 ·                               | Leonhard Ries                                      |
|              | HIER WOHNTE ALFRED ROSENBAUM JG. 1910 'SCHUTZHAFT' 1934 MISSHANDELT ERMORDET 1934                                                                           | Lindenstraße 4–6 ·                            | Alfred Rosenbaum                                   |
|              | HIER WOHNTE HERMANN ROSENBAUM JG. 1877 DEPORTIERT 1940 GURS ERMORDET 1942 IN AUSCHWITZ                                                                      | Lindenstraße 4–6 ·                            | Hermann Rosenbaum                                  |
|              | HIER WOHNTE MARTHA ROSENBAUM JG. 1908 DEPORTIERT 1942 PIASKI ERMORDET                                                                                       | Lindenstraße 4–6 ·                            | Martha Rosenbaum                                   |
|              | HIER WOHNTE REGINA ROSENBAUM GEB. ADLER JG. 1881 DEPORTIERT 1942 THERESIENSTADT ERMORDET 1942                                                               | Lindenstraße 4–6 ·                            | Regina Rosenbaum                                   |
|              | HIER WOHNTE BETTY ROSENBUSCH GEB. KLAUS JG. 1891 FLUCHT 1933 FRANKREICH INTERNIERT 1940 GURS ERMORDET 1942 IN AUSCHWITZ                                     | Maingasse 3 ·                                 | Betty Rosenbusch                                   |
|              | HIER WOHNTE PHILIPP ROTHSCHILD JG. 1879 UMGEZOGEN 1928 LUXEMBURG VERHAFTET 1942 DEPORTIERT 1942 THERESIENSTADT ERMORDET 1944 AUSCHWITZ                      | Nebenmaingasse 3–5 ·                          | Philipp Rothschild                                 |
|              | HIER WOHNTE FERDINAND SCHNARRENBERGER JG. 1903 EINGEWIESEN 1937 HEILANSTALT WIESLOCH 'VERLEGT' 1944 GRAFENECK ERMORDET 24.10.1940 AKTION T4                 | Zollgasse 3 ·                                 | Ferdinand Schnarrenberger                          |
|              | HIER WOHNTE LOUIS SCHNEIDER JG. 1889 EINGEWIESEN 1943 HEILANSTALT WIESLOCH 'VERLEGT' 1.6.1944 HADAMAR ERMORDET 9.8.1944                                     | Maingasse 30 · (am Maintor) ·                 | Louis Schneider                                    |
|              | HIER WOHNTE JETTA STRAUSS JG. 1879 DEPORTIERT 1942 RICHTUNG OSTEN ERMORDET 1942                                                                             | Nebenrittergasse 1 ·                          | Jetta Strauss                                      |
|              | HIER WOHNTE KLARA THALMANN GEB. FLEISCHMANN JG. 1901 UMZUG 1924 KATTOWITZ ERMORDET IM BESETZTEN POLEN                                                       | Zollgasse 4                                   | Klara Thalmann                                     |
|              | HIER WOHNTE MAX THALMANN JG. 1894 DEPORTIERT 1940 GURS ERMORDET 1942 IN AUSCHWITZ                                                                           | Rathausgasse 4 ·                              | Max Louis Thalmann                                 |
|              | HIER WOHNTE WILHELM WEISSENBERGER JG. 1900 VERHAFTET 1937 ALS GEWOHNHEITSVERBRECHER KRIMINALISIERT 1942 MAUTHAUSEN ERMORDET 3.7.1942                        | Mühlenstraße 17 ·                             | Friedrich Michael Wilhelm („Wilhelm“) Weißenberger |
|              | HIER WOHNTE FRIEDA WOLF GEB. ADLER JG. 1883 DEPORTIERT 1940 GURS ERMORDET 1942 IN AUSCHWITZ                                                                 | Nebenrittergasse 3 ·                          | Frieda Wolf                                        |
|              | HIER WOHNTE MOSES WOLF JG. 1878 DEPORTIERT 1940 GURS ERMORDET IN AUSCHWITZ                                                                                  | Nebenrittergasse 3 ·                          | Moses Wolf                                         |

## Verlegedaten
Die Stolpersteine von Wertheim wurden an folgenden Tagen vom Künstler persönlich verlegt:
- 29. September 2009: Wertheim (Maingasse 3, Marktplatz 8–10)
- 26. April 2010: Wertheim (Bahnhofstraße 4, Eduard-Uihleinstraße 7, Maingasse 20, Marktplatz 18, Rathausgasse 4)
- 23. September 2010: Wertheim (Lindenstraße 4–6, Maingasse 17 und 18, Nebenrittergasse 3, Zollgasse 8)
- 18. November 2011 (Dertingen (Wohnhaus), Wertheim (Mühlenstraße 18, Nebenmaingasse 5 und 6, Nebenrittergasse 1, Rathausgasse 9, Schulstraße 4, Mühlenstraße 18, Nebenmaingasse 5 und 6, Nebenrittergasse 1, Rathausgasse 9, Schulgasse 4)
- 10. November 2012: Bestenheid, Kembach, Mondfeld (Nibelungenstraße 21), Reicholzheim, Wertheim (Brombergstraße 1, Georg-Feuerstein-Weg 3, Maingasse 13 und 30, Mühlenstraße 17, Nebenmaingasse 3–5, Pfarrgasse 1, Zollgasse 3)
- 27. April 2013: Bronnbach, Eichel-Hofgarten, Mondfeld (Nibelungenstraße 52), Vockenrot, Waldenhausen. Wertheim (Brummgasse 17, Eichelgasse, Gerbergasse 6, Marktplatz 5, Mühlenstraße 24 und 26 und 43, Zollgasse 4)